# Compsomelissa albigena
Compsomelissa albigena är en biart som först beskrevs av Brooks och Gregory B. Pauly 2001.  Compsomelissa albigena ingår i släktet Compsomelissa och familjen långtungebin. Inga underarter finns listade i Catalogue of Life.